# Bernd Gröne
Bernd Gröne (n. 19 februarie 1963, Recklinghausen, Germania) este un ciclist german, medaliat olimpic. A participat la o ediție a Jocurilor Olimpice (1988) în care a câștigat o medalie de argint.

## Participări
Lista de mai jos prezintă principalele competiții la care a participat Bernd Gröne de-a lungul carierei.
- cycling at the 1988 Summer Olympics – men's individual road race[*]